# Wapen van Zwagerveen

Wapen van Zwagerveen

Het wapen van Zwagerveen is het dorpswapen van het voormalige Nederlandse dorp Zwagerveen, in de Friese gemeente Noardeast-Fryslân. Het wapen werd in 1976 geregistreerd, het is niet langer als dorpswapen in gebruik.

## Beschrijving
De blazoenering van het wapen luidt als volgt:
'In goud vier groene, in een kruis geplaatste klaverbladen met de stelen naar elkaar toe, met in het schildhoofd drie zwarte turven.
De heraldische kleuren zijn: goud (goud), sinopel (groen) en sabel (zwart).

## Symboliek
- Turven: verwijzen naar het deel "veen" van de plaatsnaam.[2]
- Klaverbladen: duiden op het agrarische karakter van het dorp. De klavers zijn in een kruis geplaatst om het kruispunt van wegen in het dorp uit te beelden.[2]

## Zie ook

Vlag van Zwagerveen